# Borsa de Bratislava
La Borsa de Bratislava (en eslovac: Burza cenných papierov v Bratislave) (abreujat com BSSE o BCPB) és una borsa de valors a Bratislava, establerta el 15 de març de 1991 per una decisió del Ministeri de Finances d'Eslovàquia del 1990. La borsa de comerç va començar el 6 d'abril de 1993. Té les seves oficines centrals a Bratislava al carrer Vysoká ulica, número 17.
BSSE és l'únic organisme de supervisió del mercat de valors a Eslovàquia i opera des del 26 de juny de 2001. El Banc Nacional d'Eslovàquia (banc central) amb data 26 de març de 2008 va decidir adoptar un sistema de negociació multilateral.

## Índex
SAX (abreujat com a Slovenský akciový index en eslovac) és el Índex borsari oficial de la Borsa de Bratislava. El valor inicial de l'índex és 100 i correspon a la capitalització dels títols del 14 de setembre de 1993.